# L'armari
L'armari o més aviat ser a l'armari (anglès in the closet o closeted) és una metàfora que en la cultura LGTB fa referència a persones que no han desvelat llur orientació sexual o identitat de gènere. També es fa servir en altres contexts per descriure una persona que amaga una part de la seva identitat sota pressió social. L'oposat és la sortida de l'armari, quan algú la desvela. La primera referència escrita de closeted en aquest sentit data del 1763.
Ser a l'armari és una mica més que ser discret o privat, és un «patró d'amagament amb canvis a nivell vital» en el qual els gais, lesbianes, bisexuals, o transgènere amaguen llur identitat de gènere en les àrees més importants de la seva vida, a la família, als amics i a la feina. La majoria assegura ser heterosexual quan se'ls pregunta directament. «El poder de l'armari per donar forma a la vida d'un individu és el que ha fet que l'homosexualitat ha esdevingut un tragèdia personal, social i política tan significativa als Estats Units del segle XX».
«Abans la Primera Guerra Mundial les persones gais […] no parlaven de sortir del que avui anomenem l'armari gai, sinó més aviat de sortir 'dins' del que denominaven societat homosexual o món gai, un món ni tan petit, ni tan aïllat, ni… tan amagat com implica l'armari». De fet, «emprar el terme 'armari' per referir-se a temps anteriors a les dècades de 1920 o 1930 podria resultar anacrònic». Als Estats Units les expressions «in the closet», «closet queen» (reina de l'armari) o «closet queer» daten de la dècada de 1950, quan es va incrementar la vigència de l'heterosexualitat de manera deliberada i agressiva. Les expressions «ser a l'armari» i «sortir de l'armari» van començar a emprar-se més o menys al mateix temps.

## L'armari, la sortida de l'armari, l'outingi el benestar personal
Segons el context, per a persones que viuen, per exemple, en estats on l'homosexualitat és perseguida pel codi penal o en un context sociòlogic que rebutja tota sexualitat que no té la procreació com a finalitat, romandre a l'armari pot ser qüestió de mera supervivència. Tant en societats intolerants com en societats més obertes, romandre a l'armari té efectes en el benestar i el desenvolupament personal. El 1993, Michelangelo Signorile va escriure Queer In America, on explora en profunditat el dany causat tant als individus que amaguen la seva identitat com a la societat en general. Sortir de l'armari és una decisió personal, diferent de l'outing, terme que s'utilitza quan terceres persones revelen públicament l'orientació sexual o la identitat de gènere d'una altra persona que desitjaria mantenir aquesta informació en secret. L'outing segueix sent controvertit tot i que alguns activistes el consideren legítim quan l'individu treballa activament en contra dels drets i llibertats de la comunitat LGTB.